# Пам'ятки історії Мар'їнського району
У Мар'їнському районі Донецької області на обліку перебуває 51 пам'ятка історії.
| № пп | Охорон. номер | Найменування пам'ятки | Місцезнаходження пам'ятки                                                                   | Рік встановлення              | Автор                                                | Рішення                                                                             |
| ---- | ------------- | --- | ------------------------------------------------------------------------------------------- | ----------------------------- | ---------------------------------------------------- | ----------------------------------------------------------------------------------- |
| 1.   | 1227          | Пам'ятник Шевченку Т. Г. | Красногорівська м/р, м. Красногорівка, Парк ім. Шевченка.                                   | 1962 р.                       | -                                                    | 17.12.1969 р. № 724                                                                 |
| 2.   | 1198          | Братська могила радянських воїнів Південного фронту і пам'ятник односельчанам.                                                | Красногорівська м/р, м. Красногорівка, вул. Садова.                                         | 1967 р.                       | -                                                    | 17.12.1969 р. № 724                                                                 |
| 3.   | 3292          | Могила Кривенка А. П., воїна-афганця, капітана.                                                                               | Красногорівська м/р, м. Красногорівка, цвинтар.                                             | 1987 р.                       | -                                                    | 14.07.1993 р. № 419                                                                 |
| 4.   | 3246          | Могила Руденка С. В., воїна-афганця рядового.                                                                                 | Красногорівська м/р, м. Красногорівка, цвинтар.                                             | 1983 р.                       | -                                                    | 14.07.1993 р. № 419                                                                 |
| 5.   | 1199          | Братська могила радянських воїнів Південного фронту і пам'ятник односельчанам.                                                | Курахівська м/р, м. Курахове, вул. Жовтнева.                                                | 1974 р.                       | Скульптор: Івченко І. Д.                             | 17.12.1969 р. № 724                                                                 |
| 6.   | 1200          | Братська могила радянських воїнів Південного фронту і пам'ятник односельчанам.                                                | Курахівська м/р, м. Курахове, вул. Маяковського.                                            | 1968 р., 1985 р.              | Скульптор: Литвинов В. П.                            | 17.12.1969 р. № 724                                                                 |
| 7.   | 1202          | Братська могила радянських воїнів Південного фронту.                                                                          | Курахівська м/р, смт Іллінка, вул. Степанівка.                                              | 1960 р.                       | -                                                    | 17.12.1969 р. № 724                                                                 |
| 8.   | 1226          | Пам'ятник Пушкіну О. С. | Мар'їнська м/р, м. Мар'їнка, вул. Жовтнева.                                                 | 1961 р.                       | -                                                    | 17.12.1969 р. № 724                                                                 |
| 9.   | 1207          | Братська могила радянських воїнів Південного фронту і пам'ятник односельчанам.                                                | Мар'їнська м/р, м. Мар'їнка, пл. ім. Леніна.                                                | 1954 р., рек. 1975 р.         | Автор: інженер Златьєв Н. Д.                         | 17.12.1969 р. № 724                                                                 |
| 10.  | 1201          | Пам'ятний знак на честь загиблих воїнів-інтернаціоналістів Мар'їнського р-ну.                                                 | Мар'їнська м/р, м. Мар'їнка, міський парк.                                                  | 2000 р.                       | -                                                    | 25.05.2003 р. № 418 Постанова Колегії Управління культури                           |
| 11.  | 1190          | Братська могила радянських воїнів Південного фронту і пам'ятник односельчанам.                                                | Олександрівська сел/р, смт Олександрівка, центр.                                            | 1954 р. рек. 1969 р.          | -                                                    | 17.12.1969 р. № 724                                                                 |
| 12.  | 1214          | Братська могила радянських воїнів Південного фронту і пам'ятник односельчанам.                                                | Старомихайлівська сел/р, смт Старомихайлівка, біля сільради, сквер.                         | 1952 р. рек. 1970 р.          | -                                                    | 17.12.1969 р. № 724                                                                 |
| 13.  | 1193          | Меморіальний комплекс: Могила Середи І. П., Героя Радянського Союзу Братська могила радянських воїнів Пам'ятник односельчанам | Галицинівська с/р, с. Галицинівка, вул. Центральна, парк.                                   | 1957 р., 1970 р.              | Архітектор: Рябінін М. М.                            | 17.12.1969 р. № 724                                                                 |
| 14.  | 1192          | Братська могила радянських воїнів та військовополонених.                                                                      | Галицинівська с/р, с. Карлівка, вул. Гагаріна, цвинтар.                                     | 1961 р.                       | -                                                    | 17.12.1969 р. № 724                                                                 |
| 15.  | 1191          | Братська могила радянських воїнів Південного фронту.                                                                          | Галицинівська с/р, с. Лісівка, цвинтар.                                                     | 1962 р.                       | -                                                    | 17.12.1969 р. № 724                                                                 |
| 16.  | 1194          | Братська могила радянських воїнів Південного фронту, військовополонених і пам'ятник односельчанам.                            | Дачненська с/р, с. Дачне, сквер.                                                            | 1960 р.                       | Архітектор: Рябінін М. М.                            | 17.12.1969 р. № 724                                                                 |
| 17.  | 3251          | Могила Логвиненка В. І., воїна-афганця, старшого лейтенанта.                                                                  | Дачненська с/р, с. Дачне, цвинтар.                                                          | 1982 р.                       | -                                                    | 14.07.1993 р. № 419                                                                 |
| 18.  | 1195          | Могила лейтенанта Бабаджаняна А. Х. і пам'ятник односельчанам.                                                                | Дачненська с/р, с. Сухі Яли, за селом.                                                      | 1961 р. рек. 1973 р., 1985 р. | -                                                    | 17.12.1969 р. № 724                                                                 |
| 19.  | 3247          | Могила Акімова В. І., воїна-афганця, капітана.                                                                                | Добровільська с/р, с. Добровілля, цвинтар.                                                  | 1981 р.                       | -                                                    | 14.07.1993 р. № 419                                                                 |
| 20.  | 1197          | Братська могила радянських воїнів Південного фронту і пам'ятник односельчанам.                                                | Єлизаветівська с/р, с. Єлизаветівка, вул. Радянська, центр села.                            | 1952 р.                       | Архітектор: Рябінін М. М.                            | 17.12.1969 р. № 724                                                                 |
| 21.  | 1224          | Пам'ятник Бєшулі С. Є., двічі Герою Соціалістичної Праці.                                                                     | Єлизаветівська с/р, с. Єлизаветівка, центр села.                                            | 1961 р.                       | Скульптор: Полонік В. П. Архітектор: Гнєзділов В. Г. | Наказ Президії ВР СРСР від 26.02.1956 р., Постанова РМ СРСР № 711 від 21.07.1965 р. |
| 22.  | 1225          | Пам'ятник Литвиненку В. Т., двічі Герою Соціалістичної Праці.                                                                 | Зорянська с/р, с. Зоряне, центр села.                                                       | 1960 р.                       | Скульптор: Костін В. М. Архітектор: Страшнов А. П.   | Наказ Президії ВР СРСР від 26.02.1956 р., Постанова РМ СРСР № 711 від 21.07.1965 р. |
| 23.  | 1196          | Братська могила радянських воїнів Південного фронту і пам'ятник односельчанам.                                                | Катеринівська с/р, с. Катеринівка, парк.                                                    | 1958 р., 1967 р., 1973 р.     | -                                                    | 17.12.1969 р. № 724                                                                 |
| 24.  | 1203          | Братська могила жертв фашизму і пам'ятник односельчанам.                                                                      | Луганська с/р, с-ще Луганське, за 1,0 км від селища, біля траси на Донецьк.                 | 1970 р.                       | -                                                    | 17.12.1969 р. № 724                                                                 |
| 25.  | 1204          | Могила майора Вакациєнка А. І. та пам'ятник воїнам-землякам.                                                                  | Луганська с/р, с-ще Славне, центр села.                                                     | 1948 р. рек. 1972 р., 1995 р. | -                                                    | 17.12.1969 р. № 724                                                                 |
| 26.  | 1794          | Братська могила червоноармійців і партизанів громадянської війни.                                                             | Максимільянівська с/р, с. Максимільянівка, цвинтар.                                         | 1922 р.                       | -                                                    | 17.12.1969 р. № 724                                                                 |
| 27.  | 1206          | Братська могила радянських воїнів Південного фронту і пам'ятник односельчанам.                                                | Максимільянівська с/р, с. Максимільянівка, центр села.                                      | 1967 р.                       | -                                                    | 17.12.1969 р. № 724                                                                 |
| 28.  | 1205          | Братська могила радянських воїнів Південного фронту.                                                                          | Максимільянівська с/р, с. Георгіївка, лісосмуга за 2,5 км на південь від села.              | 1965 р. рек. 2001 р.          | -                                                    | 17.12.1969 р. № 724                                                                 |
| 29.  | 1219          | Пам'ятник Трудової Слави на честь перших механізаторів району.                                                                | Максимільянівська с/р, с. Георгіївка, центр села.                                           | 1965 р.                       | Автор: Грєлов І. Т.                                  | 17.12.1969 р. № 724                                                                 |
| 30.  | 1212          | Братська могила радянських воїнів Південного фронту і пам'ятник односельчанам.                                                | Новомихайлівська с/р, с. Новомихайлівка, Сквер слави.                                       | 1957 р. рек. 1968 р., 2001 р. | -                                                    | 17.12.1969 р. № 724                                                                 |
| 31.  | 3245          | Могила Солодовника О. В., воїна-афганця, рядового.                                                                            | Новомихайлівська с/р, с. Новомихайлівка, цвинтар.                                           | 1983 р.                       | -                                                    | 14.07.1993 р. № 419                                                                 |
| 32.  | 1210          | Могила капітана Такетова і лейтенанта Ставратова С. Н.                                                                        | Новоселидівська с/р, с. Новоселидівка, центр села.                                          | 1956 р.                       | -                                                    | 17.12.1969 р. № 724                                                                 |
| 33.  | 1211          | Могила Бєлова А. А., старшого лейтенанта.                                                                                     | Новоселидівська с/р, с. Ізмайлівка, цвинтар.                                                | 1967 р.                       | -                                                    | 17.12.1969 р. № 724                                                                 |
| 34.  | 1208          | Братська могила радянських воїнів Південного фронту і пам'ятник односельчанам.                                                | Новоукраїнська с/р, с-ще Новоукраїнка, вул. Радянська, центр села.                          | 1954 р. рек. 1967 р.          | -                                                    | 19.04.1983 р. № 280 р                                                               |
| 35.  | 1209          | Братська могила радянських воїнів Південного фронту і пам'ятник односельчанам.                                                | Новоукраїнська с/р, с. Пречистівка, центр села.                                             | 1958 р. рек. 1968 р., 1986 р. | Автори: Клеба А., Мальцев А.                         | 17.12.1969 р. № 724                                                                 |
| 36.  | 1213          | Братська могила радянських воїнів Південного фронту і пам'ятник односельчанам.                                                | Павлівська с/р, с. Павлівка, вул. Леніна, сквер.                                            | 1957 р. рек. 1970 р.          | Архітектор: Рябінін М. М.                            | 17.12.1969 р. № 724                                                                 |
| 37.  | 1216          | Братська могила радянських воїнів Південного фронту і пам'ятник односельчанам.                                                | Степненська с/р, с-ще Степне, центр села.                                                   | 1957 р. рек. 1974 р., 1999 р. | -                                                    | 17.12.1969 р. № 724                                                                 |
| 38.  | 3244          | Могила Манька О. І., воїна-афганця, майора.                                                                                   | Степненська с/р, с-ще Тарамчук, цвинтар.                                                    | 1986 р.                       | -                                                    | 14.07.1993 р. № 419                                                                 |
| 39.  | 1217          | Братська могила радянських воїнів Південного фронту і пам'ятник односельчанам.                                                | Успенівська с/р, с. Ганнівка, центр села.                                                   | 1957 р., 1985 р. рек. 2001 р. | -                                                    | 17.12.1969 р. № 724                                                                 |
| 40.  | 1221          | Пам'ятник В.І.Леніну | Красногорівська м/р, м. Красногорівка, вул. Леніна, Парк ім. Т. Г. Шевченка.                | 1965 р.                       | -                                                    | 17.12.1969 р. № 724                                                                 |
| 41.  | 1220          | Пам'ятник В.І.Леніну | Красногорівська м/р, м. Красногорівка, вул. Радянська, біля прохідної вогнетривкого заводу. | 1957 р.                       | -                                                    | 17.12.1969 р. № 724                                                                 |
| 42.  | 1959          | Пам'ятник В.І.Леніну | Курахівська м/р, м. Курахове, біля адмінбудинку котельно-механічного заводу.                | 1974 р.                       | -                                                    | 19.04.1983 р. № 280 р                                                               |
| 43.  | 1960          | Пам'ятник В.І.Леніну | Курахівська м/р, м. Курахове, пл. Леніна.                                                   | 1966 р.                       | Скульптор: Горсанович Г. М.                          | 19.04.1983 р. № 280 р                                                               |
| 44.  | 1223          | Пам'ятник В.І.Леніну | Мар'їнська м/р, м. Мар'їнка, пл. ім. В. І. Леніна.                                          | 1937 р. рек. 1967 р.          | -                                                    | 17.12.1969 р. № 724                                                                 |
| 45.  | 1796          | Пам'ятник воїнам-односельчанам.                                                                                               | Добровільська с/р, с. Добровілля, вул. Першотравнева, біля будинку культури.                | 1967 р. рек. 1988 р.          | Автори: Клєба А., Мальцева                           | 17.12.1969 р. № 724                                                                 |
| 46.  | 1955          | Пам'ятник воїнам-односельчанам.                                                                                               | Зорянська с/р, с. Зоряне, вул. Ватутіна, біля Будинку культури.                             | 1965 р.                       | Архітектор: Рябінін Н. М.                            | 19.04.1983 р. № 280 р                                                               |
| 47.  | 1795          | Пам'ятник воїнам-односельчанам.                                                                                               | Костянтинівська с/р, с. Костантинівка, за селом, біля джерела.                              | 1965 р.                       | -                                                    | 17.12.1969 р. № 724                                                                 |
| 48.  | 1222          | Пам'ятник В.І.Леніну | Максимільянівська с/р, с. Георгіївка, біля клубу.                                           | 1961 р.                       | -                                                    | 17.12.1969 р. № 724                                                                 |
| 49.  | 1957          | Пам'ятник воїнам-односельчанам.                                                                                               | Максимільянівська с/р, с. Георгіївка, центр.                                                | 1967 р.                       | -                                                    | 19.04.1983 р. № 280 р                                                               |
| 50.  | 1956          | Пам'ятник воїнам-односельчанам.                                                                                               | Курахівська м/р, с-ще Острівське, біля клубу.                                               | 1966 р.                       | -                                                    | 19.04.1983 р. № 280 р                                                               |
| 51.  | 1958          | Пам'ятник воїнам-односельчанам.                                                                                               | Новоселидівська с/р, с. Новоселидівка, біля сільради.                                       | 1968 р.                       | -                                                    | 19.04.1983 р. № 280 р                                                               |
|      |               | |                                                                                             |                               |                                                      |                                                                                     |